# Tillitse Sogn
Tillitse Sogn er et sogn i Lolland Vestre Provsti (Lolland-Falsters Stift).
I 1800-tallet var Tillitse Sogn anneks til Dannemare Sogn. Begge sogne hørte til Lollands Sønder Herred i Maribo Amt. Trods annekteringen var de to selvstændige sognekommuner. Ved kommunalreformen i 1970 blev både Dannemare og Tillitse indlemmet i Rudbjerg Kommune, der ved strukturreformen i 2007 indgik i Lolland Kommune.
I Tillitse Sogn ligger Tillitse Kirke.
I sognet findes følgende autoriserede stednavne:
- Gammelby (bebyggelse, ejerlav)
- Klynge (bebyggelse, ejerlav)
- Maglehøj Strand (bebyggelse)
- Majbølle (bebyggelse, ejerlav)
- Majbølle Fæland (bebyggelse)
- Munkeby (bebyggelse, ejerlav)
- Munkeby Fæland (bebyggelse)
- Nørre Egebølle (bebyggelse, ejerlav)
- Revitse (bebyggelse)
- Rudbjerg (bebyggelse, ejerlav)
- Rudbjerggård (ejerlav, landbrugsejendom)
- Rågeskov (bebyggelse, ejerlav)
- Spidsby (bebyggelse)
- Stødby (bebyggelse, ejerlav)
- Sønder Egebølle (bebyggelse, ejerlav)
- Tillitse (bebyggelse, ejerlav)
- Vindeholmegård (landbrugsejendom)